# Thricops plumbeus
Thricops plumbeus är en tvåvingeart som först beskrevs av Willi Hennig 1962.  Thricops plumbeus ingår i släktet Thricops och familjen husflugor. Inga underarter finns listade i Catalogue of Life.